# Île le Boulanger
L'île le Boulanger est une île française située entre les îles de Saint-Martin et Saint-Barthélemy et rattachée à la collectivité de Saint-Barthélemy.